# Føllenslev Sogn

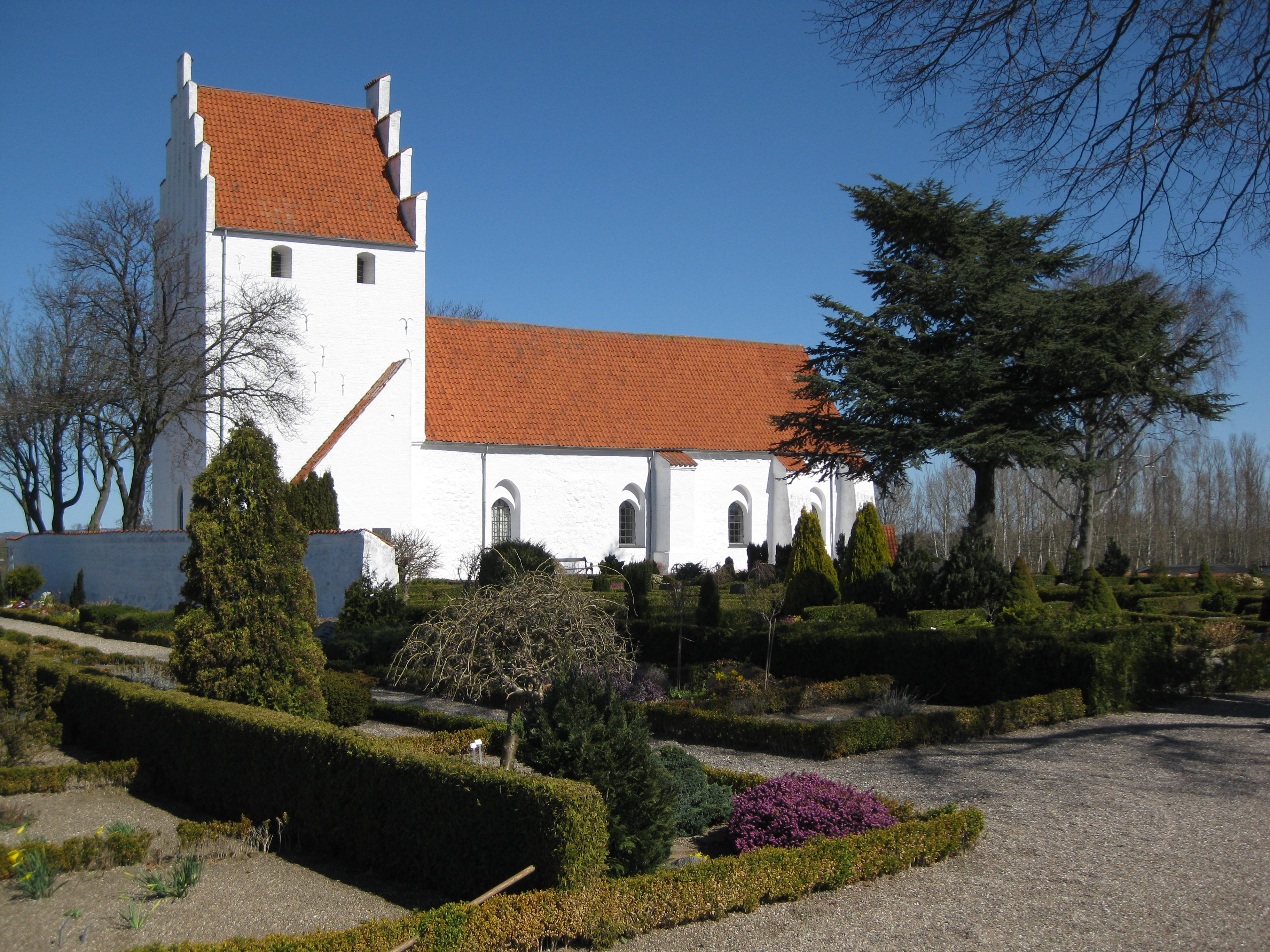
Føllenslev Kirke

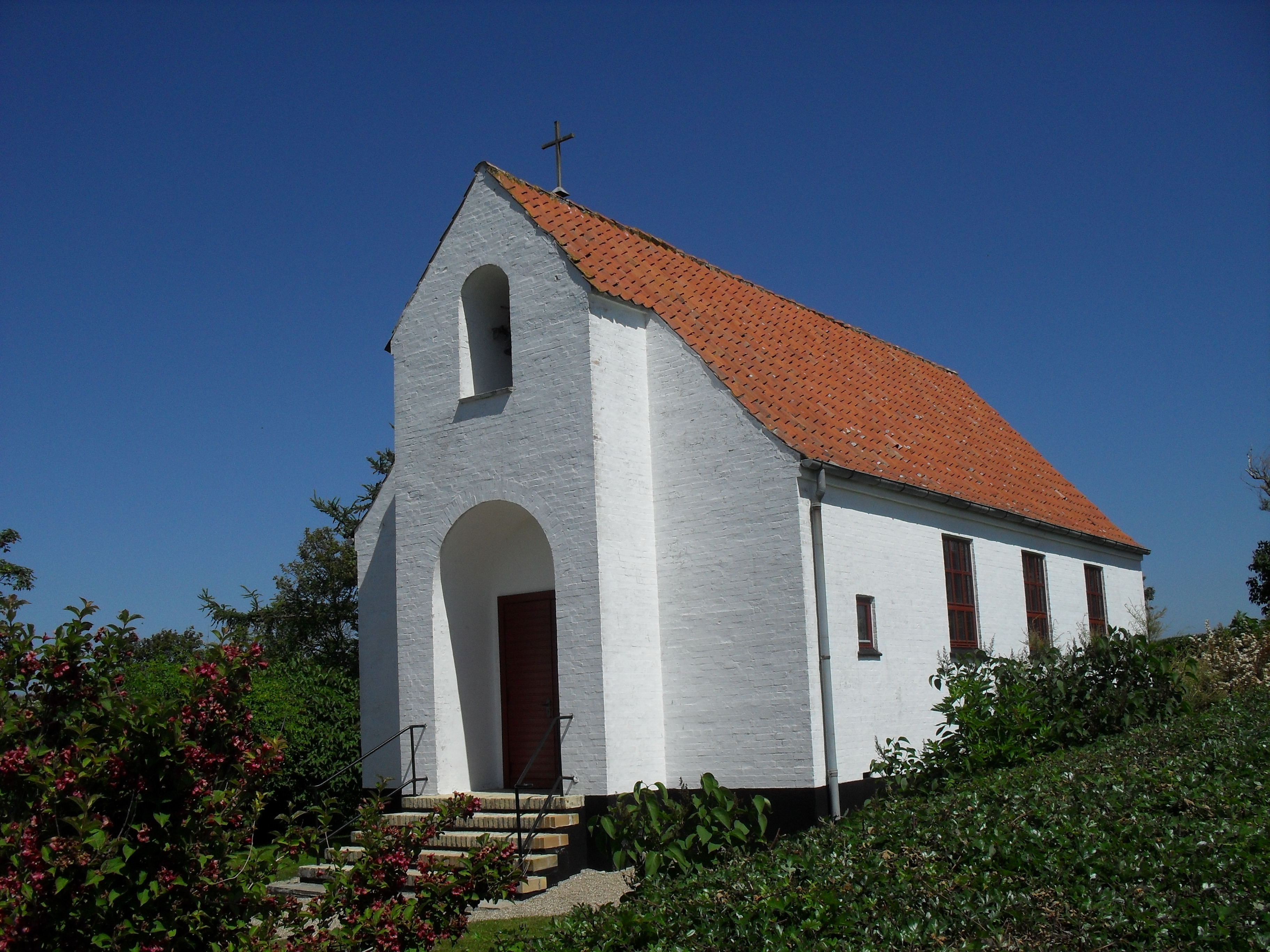
Nekselø Kirke

Føllenslev Sogn ist eine ehemalige Kirchspielsgemeinde (dän.: Sogn) auf der dänischen Insel Seeland.
Bis 1970 gehörte sie zur Harde Skippinge Herred im damaligen Holbæk Amt, danach zur Bjergsted Kommune im Vestsjællands Amt, die wiederum im Zuge der Kommunalreform zum 1. Januar 2007 in der erweiterten Kalundborg Kommune in der Region Sjælland aufgegangen ist.
Am 1. Oktober 2020 lebten 1.568 Einwohner im Kirchspiel. Zum Gemeindegebiet gehörte auch die Insel Nekselø. Die „Føllenslev Kirke“ und die „Nekselø Kirke“ lagen auf dem Gebiet der Gemeinde.
Nachbargemeinden waren im Südosten Særslev Sogn und im Südwesten Bregninge Sogn, sowie auf dem Gebiet der Odsherred Kommune im Nordosten Vallekilde Sogn. Im Norden grenzt die Gemeinde an die Ostsee. Mit dem südöstlich angrenzenden Særslev Sogn wurde Føllenslev Sogn am 29. November 2020 zum Føllenslev-Særslev Sogn zusammengelegt.